# 3109 Machin
3109 Machin è un asteroide della fascia principale interna del diametro medio di circa 22,94 km. Scoperto nel 1974, presenta un'orbita caratterizzata da un semiasse maggiore pari a 2,4512610 UA e da un'eccentricità di 0,0883900, inclinata di 7,18366° rispetto all'eclittica.
Dall'11 aprile 1998, quando 3081 Martinůboh ricevette la denominazione ufficiale, al 4 maggio 1999 è stato l'asteroide non denominato con il più basso numero ordinale. Dopo la sua denominazione, il primato è passato a (3337) 1971 UG1.
L'asteroide è dedicato allo scultore britannico Arnold Machin.